# Johanne Nielsdatter
Johanne Nielsdatter eller Johanne Nilsdatter, död 1695, var en norsk kvinna från Kvæfjord i Sør-Troms som avrättades för häxeri. Hennes avrättning är den sista bekräftade avrättningen för häxeri i Norge. 

## Fallet
Det finns lite information om Johanne Nielsdatter. Rättegången mot henne var den första häxprocessen i Norge sedan häxprocessen i Sunnmøre i början av 1680-talet. Hon greps tillsammans med en annan kvinna, som var beryktad för att utöva svart magi men som begick självmord i fängelset. Hon satt fängslad på Nedre Husby. Niels Nielsen Rasch var ansvarig för hennes fångenskap, och Johanne omhändertogs då troligen av hans dotter Gertrud Rask. 
Johanne Nielsdatter greps i mars 1695 och ställdes inför rätta i Kvæfjord 27 april. Hon åtalades för att ha försvurit sitt dop, kristendomen och Gud till Djävulen och gett sig själv till denne, och i utbyte fått en smådjävul, Knut, och förmågan att trolla. Hon bekände sig skyldig till att ha skadat andra människors hälsa med hjälp av magi, och till att ha förorsakat en förlisning med fyra dödsoffer med samma metod. 
Hon dömdes 14 november till att avrättas genom att kastas på ett bål och brännas levande. Dödsdomen bekräftades från högre rättsinstans, och avrättningen utfördes i Nedre Husby eller på Vebostad på Kveøy.  

### Efterspel
Johanne Nielsdatter blev den sista person i Norge som blivit bränd på bål för häxeri, och som blivit avrättats för häxeri över huvud taget. Hon är dock inte den sista person som avrättats genom bränning på bål i Norge, där denna avrättningsmetod användes för tidelag åtminstone fram till 1757. Under 1700-talet förekom det flera häxprocesser i Norge, vars utgång är okända eller som inte ledde till avrättning. Den sista som dömdes för trolldom i Norge utan att avrättas var Birgitte Haldorsdatter 1715, och den sista som åtalades var Siri Jørgensdatter 1730. Dödsstraffet för trolldom avskaffades inte formellt förrän år 1842.